# Dániel Gróh
Dániel Gróh (* 1951 in Budapest) ist ein ungarischer Prähistoriker und Provinzialrömischer Archäologe.

## Leben
Gróh besuchte bis 1969 das József Attila Gymnasium in Budapest und studierte anschließend von 1971 bis 1976 an der Attila-József-Universität in Szeged Archäologie mit Schwerpunkt Vor- und Frühgeschichte. Im Jahr 1976 beendete er das Studium mit einer Diplomarbeit, die sich mit dem spätbronzezeitlichen Gräberfeld von Tápé-Széntéglaégető beschäftigte. Seit 1976 ist er Kurator der archäologischen Sammlung am Mátyás Király Múzeum (König-Matthias-Museum) in Visegrád.
Im Jahr 1987 legte er seine 1989 veröffentlichte Dissertation über eine prähistorische Siedlungsstelle bei Visegrád-Lepencé vor und wurde anschließend promoviert. Im Jahr 1992 absolvierte Gróh an der Technischen und Wirtschaftswissenschaftlichen Universität Budapest den Studiengang für Denkmalpflege.
An der Eötvös-Loránd-Universität in Budapest erhielt er 2006 einen weiteren Doktortitel zum akademischen Grad des „Kandidat der historischen Studien“ (történelemtudomány kandidátusa). Seine neue Arbeit, die von László Borhy betreut wurde, lautete: Das Kleinkastell Visegrád-Gizellamajor und die Rolle des Donauknies in der spätrömischen Verteidigungspolitik.
Zu seinen bedeutendsten Ausgrabungen zählt das Kleinkastell Visegrád-Gizellamajor mit dem dazugehörigen Gräberfeld.
Er gehörte von 1992 bis 1996 dem technischen Ausschuss des Internationalen Rats für Denkmalpflege (ICOMOS) an und ist seitdem weiterhin Mitglied dieser Organisation. Des Weiteren ist er Mitglied der Magyar Régészeti és Művészettörténeti Társulat (Ungarischen Gesellschaft für Archäologie und Kunstgeschichte) und seit 2006 Gründungsmitglied des Verbandes ungarischer Archäologen.

## Schriften (Auswahl)
- Őskori településnyomok Visegrád-Lepencén. In: Biczó Piroska (Hrsg.): Dunai Régészeti Közlemények. Budapest 1989, S. 11–42 (= Dissertation)
- mit Péter Gróf: Előzetes jelentés a Visegrád-gizellamajori római erőd feltárásáról (Vorläufiger Bericht über die Freilegung der römischen Festung von Visegrád–Gizellamajor). In: Communicationes Archaeologicae Hungaricae 1991 (1993), S. 86–95.
- mit Péter Gróf: Spätrömischer Wachtturm und Statuenfund zu Visegrád-Lepence (Késő római őrtorony és szoborlelet Visegrád-Lepencén). In: Folia Archaeologica 47, 1998–1999 (2001), S. 103–116.
- mit Péter Gróf: Visegrád római emlékei (= Altum Castrum 6), Buzás Gergely, Visegrád 2006, ISBN 978-963-7061-31-8
- mit Péter Gróf: Visegrád római kori emlékei. (= Vezető a római limes világörökségre jelölt magyarországi helyszínein 4). Visegrád 2011, ISBN 978-963-7474-30-9